# Patrick Groc
Pour les articles homonymes, voir Groc.
Patrick Groc, né le 6 septembre 1960 à Neuilly-sur-Seine, est un escrimeur français maniant le fleuret. Après une troisième place en équipe à Los Angeles, il intègre la Fédération française d'escrime comme cadre.

## Carrière sportive
Gaucher, avec une taille de 183 cm et un poids de 78 kg, Patrick Groc est membre de l’équipe de France de fleuret de 1982 à 1992. Il est sélectionné aux épreuves de fleuret lors de trois éditions des Jeux olympiques. En 1984 à Los Angeles, il remporte la médaille de bronze à l'issue de l'épreuve par équipes (équipe composée de Marc Cerboni, Patrick Groc, Pascal Jolyot, Philippe Omnès et Frédéric Pietruszka). En 1988 à Séoul, il termine quarantième de l'épreuve individuelle et sixième de l'épreuve collective. En 1992 à Barcelone, Patrick Groc se classe vingt-deuxième en individuel et septième par équipe.
En 1982, sous les couleurs du Racing-club de France, Patric Groc remporte le tournoi international de fleuret de Charenton et, en 1986 et 1987, le challenge Gilbert-Duval.

## Carrière
Maitre d'armes diplômé (prévôt), Patrick Groc est titulaire d'un master de l'ESSEC en spécialité « Sport, management et stratégie d'entreprise ».
À partir de 1989, il est maitre d'armes au Sporting club universitaire de France (SCUF, Paris). Il est aussi directeur technique et maitre d'armes du Club des Chevaliers des Blancs-Manteaux (CBM, Paris).
En 1995, Patrick Groc intègre la Fédération française d'escrime et devient responsable des partenariats et événements, puis directeur de la communication, puis directeur du marketing et de la communication jusqu'en 2013. À partir de 2014, il est responsable du développement et de la communication.
En 1997, il intègre la Fédération internationale d'escrime (FIE) comme membre du directoire pour l'organisation des Championnats du Monde d'escrime, puis comme membre du directoire pour l'organisation des Jeux olympiques de Sydney en 2000.
Depuis 2009, il est membre du Comité directeur omnisports du Racing club de France (RCF, Paris).
Patrick Groc est conseil en marketing sportif pour Pointe d'art depuis 1998.
Pendant la crise sanitaire de 2020, il lance "Escrime à la maison", une série de rendez-vous d'échauffement et d'entrainement à distance. Attaché au sport amateur, il publie une tribune pour en défendre les valeurs et l'existence dans Les échos du 23 octobre 2020.